# 오치아이가와역
오치아이가와역(일본어: 落合川駅)은 일본 기후현 나카쓰가와시에 있는 도카이 여객철도 주오 본선의 역이다.

## 역 구조 및 승강장
섬식 승강장 1면 2선만을 가진 지상역. 역사는 구내 서쪽에 있어, 승강장과는 과선교로 연결하고 있다. 나카쓰가와역 관리의 무인역.
| 1 | ■ 주오 본선 | 하행 | 기소후쿠시마 · 나가노 방면 |
| 2 | ■ 주오 본선 | 상행 | 나카쓰가와 · 나고야 방면   |

## 역 주변
나카쓰가와시 오치아이 지구 시가지와는 도보로 10분정도 떨어져 있다. 기소강가의 역. 봄에는 댐 호수를 따라 벚꽃이 개화하지만, 2011년 현재 노령화가 두드러진다.
- 간사이 전력 오치아이 댐
- 나카센도 오치아이 주쿠
- 국도 제19호선

## 역사
- 1913년 9월 10일 : 일본국유철도 주오 본선 사카시타 - 나카쓰가와 간에 오치아이가와 신호장으로서 개설.
- 1917년 11월 27일 : 오치아이가와역으로서 여객 · 하물 영업만.
- 1918년 4월 1일 : 화물의 취급을 개시.
- 1960년 4월 1일 : 화물의 취급을 폐지.
- 1975년 9월 1일 : 하물의 취급을 폐지.
- 1987년 4월 1일 : 일본국유철도 분할 민영화에 의해, 도카이 여객철도의 역이 된다.

## 인접 역
| 도카이 여객철도 주오 본선       | 도카이 여객철도 주오 본선 | 도카이 여객철도 주오 본선 |
| ------------------------------- | ------------------------- | ------------------------- |
| 사카시타 시오지리 · 나가노 방면 | ■ 주오 본선               | 나카쓰가와 ·나고야 방면   |